# Skræling

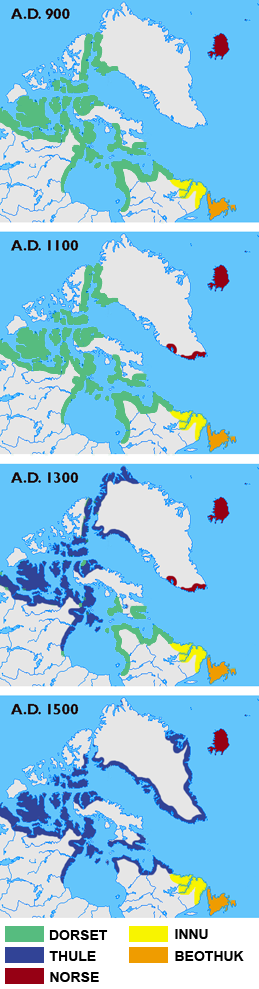
Els mapes indiquen les diferents cultures a Groenlàndia, Labrador, Terranova i les illes àrtiques de Canadà en els anys 900, 1100, 1300 i 1500. El color verd mostra la cultura Dorset, el blau la cultura Thule, el vermell els nòrdics, el groc els innu i taronja els beothuk

Skræling (nòrdic groenlandès i islandès: skrælingi, plural skrælingjar) és el nom que els nòrdics de Groenlàndia donaven als pobles que van trobar a Amèrica del Nord i a Groenlàndia. En les fonts supervivents, s'aplica en primer lloc al poble de cultura Thule, el grup proto-inuit amb el qual els nòrdics van coexistir a Groenlàndia des del segle xiii. En les sagues, també és usat per als pobles de la zona coneguda com a Vinland (al nord del continent americà), que els nòrdics van trobar durant les seves expedicions a principis del segle xi.

## Etimologia
Es creu que el terme havia estat utilitzat per primer cop per Ari Thorgilsson al seu Íslendingabók, escrit després del període en el qual els exploradors nòrdics van mantenir els primers contactes amb indígenes americans. Pels temps que aquelles fonts ho van registrar skræling era el terme comú dels nòrdics de Groenlàndia utilitzaven per referir-se al poble thule, els avantpassats dels moderns inuit. Els thule havien arribat per primer cop a Groenlàndia des d'Amèrica del Nord al segle xiii i més tard van contactar amb els groenlandesos. LaGrœnlendinga saga i la Saga d'Eric el Roig, que es van escriure al segle xiii, usen aquest mateix terme per a la gent de la zona coneguda com a Vinland que els nòrdics trobaren al començament del segle xi. La paraula posteriorment esdevingué força coneguda, i ha estat utilitzada en anglès des del segle xviii.
La paraula skræling és l'única paraula supervivent del nòrdic groenlandès, el dialecte del nòrdic antic parlat pels nòrdics groenlandesos medievals. En islandès modern, skrælingi significa "bàrbar", mentre que en danès skrælling significa "feble". L'origen de la paraula és incert. William Thalbitzer (1932: 14) especula que skræling podria haver derivat del verb de l'antic nòrdic skrækja, que significa "cridar o xisclar". Una etimologia de Michael Fortescue et al. (1994) proposa que la paraula islandesa skrælingi (salvatge) podria estar relacionada amb la paraula skrá, que significa "pell seca", en referència a les pells d'animals usades pels inuit.

## Exploració nòrdica al Nou Món
L'exploració nòrdica del Nou Món va començar amb el primer albirament d'Amèrica del Nord per un islandès anomenat Bjarni Herjólfsson, qui va veure terra després d'anar a la deriva en viatge a Groenlàndia en 985 o 986.
| « | Especularen entre ells si quina podria ser aquesta terra, pel que Bjarni havia dit sospitava que no era Groenlàndia. | » |

El seu viatge va despertar l'interès dels exploradors posteriors, inclòs Leif Eriksson, qui exploraria i posaria nom a les àrees de Helluland, Markland i Vinland. Ell va construir algunes "cases grans" a Vinland durant el seu viatge i es diu que va romandre a la zona durant un any. Es creu que aquest lloc és el jaciment arqueològic de L'Anse aux Meadows descobert per Helge Ingstad.

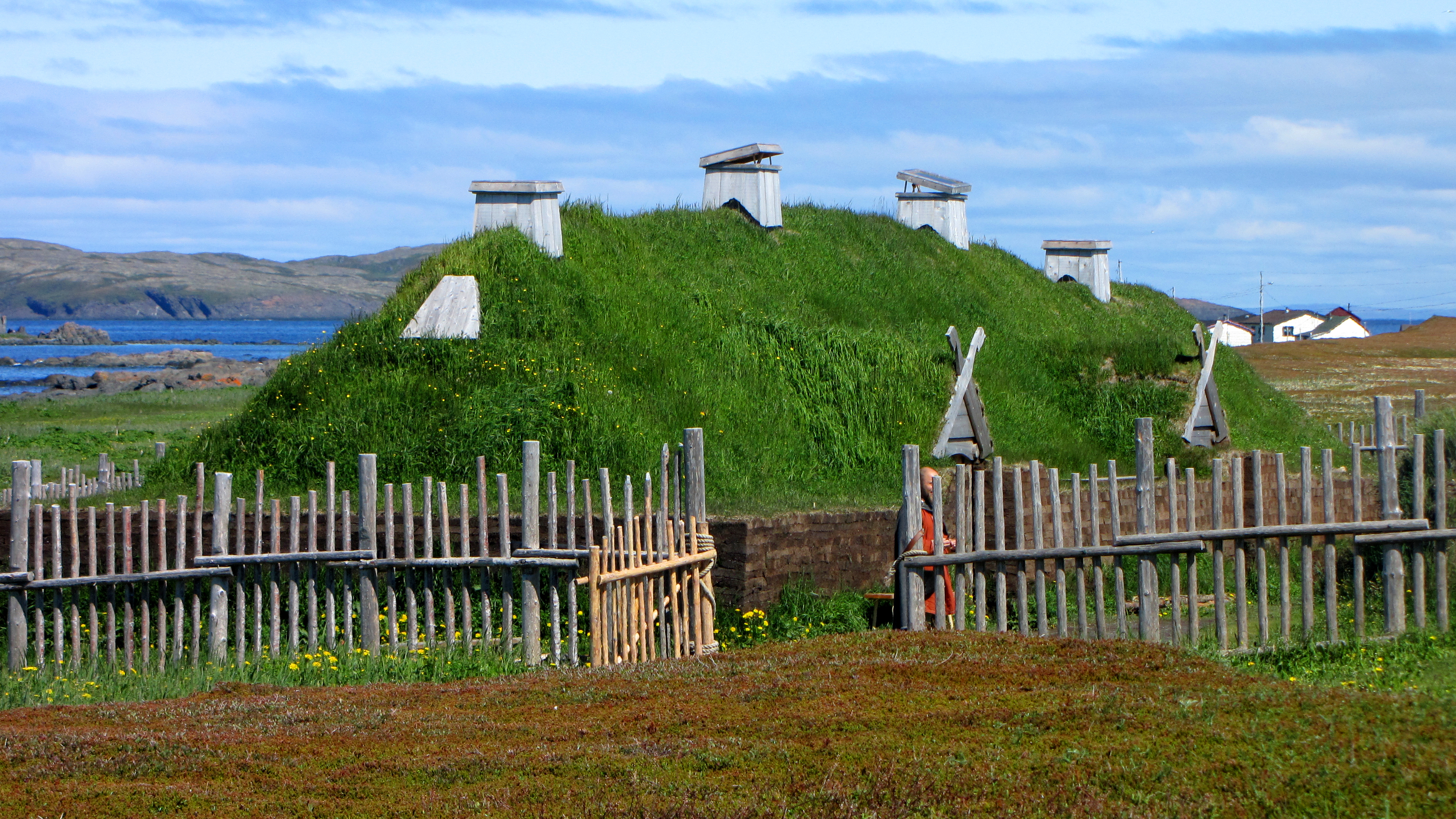
reconstrucció d'una casa gran nòrdica a L'Anse aux Meadows, Terranova

## Primer contacte
Eriksson va posar les bases per als esforços colonitzadors de les futures generacions a Vinland, quan va construir algunes "cases grans". Al seu retorn a Groenlàndia,
| « | Hi va haver una gran discussió sobre el viatge de Leif a Vinland. El seu germà Thorvald tenia la impressió que no havien explorat prou la terra. Encabat, Leif va dir a Thorvald, 'Ves a Vinland, germà, i pren el meu vaixell si així ho desitges, però abans de fer-ho vull que el vaixell faci un viatge a l'illot rocós a buscar la fusta que hi té Thorir' | » |

Va ser Thorvald qui va tenir el primer contacte amb la població nativa, que anomenarien skrælings. Després de capturar i matar vuit dels indígenes, van ser atacats a les seves naus barrades, que van defensar:
| « | 'He estat ferit sota el meu braç,' va dir. 'Una fletxa va volar entre la vora de la nau i l'escut a la meva aixella, Aquí està la fletxa, i aquesta ferida em causarà la mort.' | » |

## Thorfinn Karlsefni

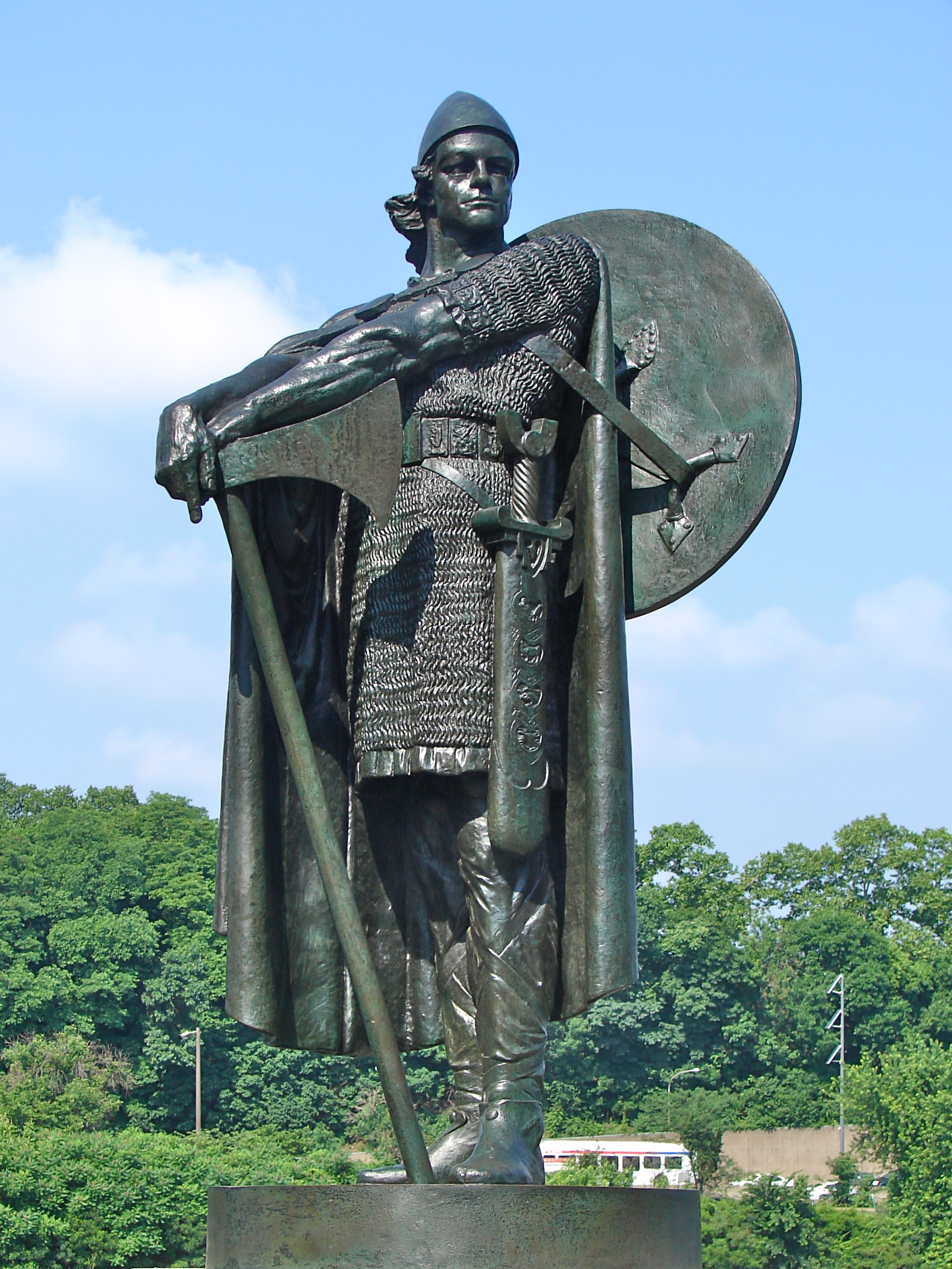
Estàtua de Thorfinn Karlsefni per Einar Jónsson a Filadèlfia

Thorfinn Karlsefni va ser el primer explorador nòrdic que va intentar colonitzar de debò les noves terres descobertes de Vinland al mateix lloc que els seus predecessors Thorvald i Leif Eriksson. Segons la Saga d'Eric el Roig, va salpar amb tres naus i 140 homes.
En arribar a Vinland, llur destinació desitjada, van trobar el raïm ja famós i el blat autocultivat per al qual es va nomenar la terra. Passaren un hivern força dur en aquest lloc, on amb prou feines sobrevisqueren per la pesca, la caça i recollint ous a l'illa. A l'estiu següent salparen a l'illa de Hóp on van tenir les primeres interaccions pacífiques amb els indígenes amb els quals van comerciar. Karlsefni va prohibir als seus homes comerciar les seves espases i llances, de manera que van canviar el seu drap vermell per les pells. Després van poder descriure els habitants natius, dient:
| « | Ells eren curts de talla amb característiques amenaçadores i cabells enredats al cap. Els seus ulls eren grans i les seves galtes amples. | » |

Poc després, els nòrdics van ser atacats per indígenes que s'havien espantat per un brau que es va escapar del seu campament. Es van veure obligats a retirar-se a un lloc fàcilment defensable i rebutjar als seus atacants; al final de la batalla dos dels seus homes havien mort, mentre que "molts dels indígenes" van ser assassinats. Igual que a qualsevol lloc d'aquesta terra estrangeera, Karlsefni i els seus homes es van adonar que
| « | Malgrat tot el que la terra els oferia, serien sota una amenaça constant d'atac dels seus primers habitants. | » |

Després d'aquesta aventura van tornar a Groenlàndia. La seva gira de tres anys seria la primera trobada europea del Nou Món fins que els viatges de Cristòfor Colom uns 500 anys més tard van iniciar una colonització a gran escala.

## Llegendes populars inuit sobre els nòrdics
També hi ha narracions indígenes dels pobles inuit que ens parlen de les seves experiències i les seves interaccions amb ells:
| « | després el barquer del caiac va llançar la seva llança amb fervor i el va matar a l'acte. Quan va arribar l'hivern, era una creença general que els 'kavdlunait' tornarien i venjarien a la mort dels seus compatriotes | » |

Kavdlunait (plural) era la paraula inuit per a estrangers o europeus, comparable al groenlandès modern qallunaaq "Danès", antigament pronunciat ĸavdlunâĸ. Com als relats nòrdics, les interaccions entre els pobles encara estaven immerses en la violència i la venjança, fent difīcil la convivència pacífica i l'èxit de la colonització dels exploradors nòrdics.